# 空の手のひら
空の手のひら（そらのてのひら）は、声優の國府田マリ子が出した7thマキシシングルである（8cmシングルも含めると18枚目のシングル）。品番はKICM-1062。

## 収録曲
1. 空の手のひら
  - 作詞：Chang Jung、作曲・編曲：遠藤浩二
  - 劇場映画「八月の幻」主題歌
2. 涙 雲の上に
  - 作詞：國府田マリ子、作曲：イズミカワソラ、編曲：レゾンナンスwithマリくまちゃん
3. 日曜日の退屈
  - 作詞：國府田マリ子、作曲：山田直毅、編曲：中村修司